# Mostacillastrum ferreyrae
Mostacillastrum ferreyrae là một loài thực vật có hoa trong họ Cải. Loài này được (Forther & Weigend) Al-Shehbaz mô tả khoa học đầu tiên năm 2006.